# A Man Called Otto
A Man Called Otto (bra: O Pior Vizinho do Mundo; prt: Um Homem Chamado Otto) é um filme americano de comédia dramática dirigido por Marc Forster a partir de um roteiro de David Magee. É a segunda adaptação cinematográfica do romance A Man Called Ove, de Fredrik Backman, após o filme sueco de 2015, A Man Called Ove, dirigido por Hannes Holm. O filme será estrelado por Tom Hanks no papel-título, com Mariana Treviño, Rachel Keller, Manuel Garcia-Rulfo, Cameron Britton e Mike Birbiglia coestrelando. Depois de um lançamento limitado em 25 de dezembro de 2022 nos Estados Unidos, saiu no resto do mundo em janeiro de 2023.

## Sinopse
Um viúvo chato, aposentado e rabugento, Otto, de 59 anos, foi há alguns anos deposto como presidente da associação de condomínios. Não se importando com a deposição, continuou por isso vigiando o bairro com mão de ferro. Com a chegada da grávida Marisol e sua família se mudando para a casa geminada em frente, uma amizade inesperada acaba se formando e as vidas dos dois mudam drasticamente.

## Elenco
- Tom Hanks como Otto Anderson
  - Truman Hanks como Otto jovem
- Mariana Treviño como Marisol
- Rachel Keller como Sonya Anderson
- Manuel Garcia-Rulfo como Tommy
- Cameron Britton como Jimmy
- Mike Birbiglia como agente imobiliário

## Produção
Em setembro de 2017, foi anunciado que Tom Hanks estrelaria uma adaptação em inglês do filme de 2015, A Man Called Ove, e também produziria ao lado do parceiro da Playtone, Gary Goetzman, Rita Wilson e Fredrik Wikström Nicastro, do SF Studios. Marc Forster foi confirmado como diretor do filme em janeiro de 2022, com David Magee escrevendo o roteiro. Em 10 de fevereiro de 2022, foi anunciado que a Sony Pictures havia comprado os direitos do filme por cerca de US$ 60 milhões no Festival Internacional de Cinema de Berlim.
O filme teve um orçamento de US$ 50 milhões de dólares.

### Filmagens
As filmagens começaram em Pittsburgh, Pensilvânia, em fevereiro de 2022. As filmagens foram concluídas em maio de 2022. 

## Lançamento
A Man Called Otto está programado para ser lançado em 25 de dezembro de 2022 nos Estados Unidos, pela Sony Pictures Releasing.